# Soraya Rahim Sobhrang
Soraya Rahim Sobhrang (écrit aussi Surya Subhrang) , (en persan : ثریا رحیم صبحرنگ) est une femme politique, médecin et militante afghane des droits de l'homme qui a été commissaire aux droits des femmes de la Commission indépendante afghane des droits de l'homme.

## Carrière
Soraya Sobhrang est née à Hérat en 1958 et fait ses études de médecine à l'université de Kaboul. Elle émigre ensuite en Allemagne où elle participe à des formations en gestion, en développement des droits des femmes, en études de genre et en psychologie à Hambourg. 
Elle retourne en Afghanistan en 1981 pour travailler en tant que vice-ministre technique et politique au ministère des affaires féminines. En mars 2006, elle est nommée par le président Hamid Karzai au poste de ministre des affaires féminines, mais sa candidature n'est approuvée par la Chambre du peuple. En 2010, elle reçoit le 6e prix Front Line Defenders pour les défenseur-ses des droits humains en danger.
En 2013, le Dr Sobhrang est nommée commissaire aux droits des femmes de la Commission indépendante afghane des droits de l'homme par le président Hamid Karzai. En 2018, elle démissionne pour pouvoir se présenter aux élections législatives,.
Elle est mariée et a deux enfants qui vivent en Allemagne.